# Operacja wschodniokarpacka
Operacja wschodniokarpacka – zaczepna operacja wojsk radzieckich, przeprowadzona na froncie wschodnim w Karpatach w dniach 8 września – 28 października 1944  siłami 2 Frontu Ukraińskiego i 4 Frontu Ukraińskiego. Operacja była kontynuacją operacji lwowsko-sandomierskiej.
2. Frontem dowodził marszałek Iwan Koniew, a 4. Frontem gen. Iwan Pietrow. Siły radzieckie liczyły 246 tysięcy żołnierzy. Ze strony niemieckiej broniła się grupa armijna pod dowództwem gen. Gottarda Heinrici, w tym 1 Armia Pancerna, w sile ogółem około 300 tysięcy żołnierzy.

## Historia
22 czerwca 1944 w wyniku wielkiej „operacji Bagration”, nastąpiła likwidacja całego zgrupowania Armii Środek. Podczas operacji, swojego głównodowodzącego docenił sam Adolf Hitler, polecając ewakuować go z kotła drogą lotniczą i powierzając dowództwo formacji przygotowujących obronę linii Karpat – Linia Arpada, nazwanej – Grupą Armii Heinrici. Zgrupowanie składało się z 1 Armii Pancernej, 1 Armii Węgierskiej, 17 Armii, XI Korpusu Armijnego (w rejonie Dukli), XXIV Korpusu Pancernego, wzmocnionego 1 Dywizją Pancerną, 8 Dywizją Piechoty oraz 208 Dywizją Piechoty.
Operacja wschodniokarpcka składała się z dwóch podoperacji: operacji dukielsko-preszowskiej niem. Karpaten-Dukliner Operation oraz  operacji użhorodzkiej (inaczej debreczyńskiej)  niem. Karpaten-Uschgoroder Operation.

## Przebieg operacji

### Operacja dukielsko-preszowska
Przygotowania do operacji dukielskiej zostały wykonane w bardzo krótkim czasie, miały na celu wsparcie powstania słowackiego. Szczególnie ciężkie walki toczyły się na Przełęczy Dukielskiej, od 6 października 1944. W ciągu dwóch miesięcy zmagań udało się 1. Frontowi Ukraińskiemu zająć tylko 30–35 km głębokości frontu niemiecko-węgierskiego.
W krwawych walkach 8 września została zdobyta Machnówka i Wrocanka, a 10 września Draganowa i Sulistrowa.
- 11 września 1944 wojska radzieckie zajęły po ciężkich walkach Krosno, jak i ponad 100 innych miejscowości, m.in. Moderówkę, Jedlicze, Potakówkę, Łubno Szlacheckie, Faliszówkę, Nienaszów, Kobylany, Głojsce, Iwlę, Myscową, Krempną, Wyszowadkę, Ciechanię, Polany, Równe, Rogi, Iwonicz, Targowiska, Wróblik Królewski, Niebieszczany, Zboiska, Bełchówkę, Czaszyn, Poraż, Zagórz, Wielopole, Mokre, dochodząc w kilku miejscach do dawnej granicy polsko-czechosłowackiej.
- 15 września zdobyto Lesko oraz Płonną, Brzozowiec, Łukowe, Dziurdziów, Hoczew, Uherce, Rudenkę i Bezmiechową.
- 18 września zdobyto Ustrzyki Dolne i ponad 30 okolicznych miejscowości, w tym Nadolany, Nowotaniec, Bukowsko, Karlików, Kulaszne, Myczkowce, Bóbrkę, Łobozew, Ustjanową.
- 20 września wojska radzieckie walczyły na południowy wschód od Krosna, zdobywając Lubatówkę, Rymanów, Besko, Odrzechową, Puławy, Wisłok Wielki, Czystohorb i Jasiel.
- 21 września toczyły się nadal walki w tym samym rejonie. Zajęto Teodorówkę, Duklę, Jasienkę, Szklary, Darów, Moszczaniec, Szczawne i Nowosiółki.
- 22 września walki toczyły się na południowy wschód od Sanoka. Zajęto Żernicę, Wołkowyję, Bukowiec, Terkę, Rajskie, Sokole, Teleśnicę Oszwarową, Polanę, Czarną, Galówkę, Mszaniec, Płoskie.
- 23 września zdobyto Tylawę i Teodorówkę. Później nastąpiła przerwa w natarciu, związana z dostawami zaopatrzenia. Ofensywę podjęto 25 września, zdobywając Jabłonki, Dołżycę, Krywe, Smerek, Wetlinę, Berehy Górne, Smolny i Łomną.
- 26 września zajęto Turkę, Radoszyce, Osławicę, Smolnik, Caryńskie, Bereżki, Dydiową, Boberkę, Jasienicę Zamkową i Jaworę.
- 27 września wojska radzieckie zdobyły Szczerbanówkę, Żubracze, Roztoki Górne, Ustrzyki Górne, Wołosate, Tarnawę, Ilnik.
- 28 września zajęto Łupków, Zubeńsko, Solinkę, Bukowiec, Tureczki, Borynię, Jabłonów, Zawadkę i Wolę Michową.
- 6 października 1944, z rana (około godz. 8) udało się pierwszym żołnierzom, przekroczyć Przełęcz Dukielską, jednak ciężkie walki trwały do 10 października 1944.

### Operacja użhorodzka
Operacja użhorodzka została przeprowadzona siłami 4. Frontu Ukraińskiego, miała na celu zajęcie Niziny Węgierskiej oraz otoczenie niemieckich wojsk w Transylwanii. W wyniku operacji zajęty został Debreczyn przez  2. Front Ukraiński. W dniu 26 października armie radziecki opanowały Mukaczewo, 27 października Użhorod, 29 października zajęty został Czop.
- 29 września walki toczyły się okolicach miast Turka i Delatyn. Na południe i południowy wschód od Turki zdobyto Wysocko Wyżnie, Krasne, Mochnate, Orawę, Koziewą, Hołowiecko, Libuchorę, Sławsko, Ludwikówkę, Wyszków, Hrebenów, Zeleniankę i Rożankę. Natomiast na zachód i południowy zachód od Delatyna zdobyto Osmołodę, Bursuczną, Zełeną, Polianycię, Worochtę, Ardżelużę, Woronienkę.
- 30 września walki toczyły się nadal na południe od Turki, gdzie zdobyto Butelkę Wyżną i Butelkę Niżną, Jaworę, Matków, Krywkę, Felizental, Tucholkę, Ryków.
- Do 3 października walki toczyły się nadal w tym samym rejonie. W tym dniu Armia Czerwona zdobyła Kalne, Chutar, Tarnawkę, Klimec, Wyzłów, Ławoczne, Oporzec, Reszytkę, Rożankę Niżną, Wołosiankę, Rożankę Wyżną, Jelenkowate oraz Beskid.
- Na początku października oddziały radzieckie rozpoczęły ciężkie walki górskie szturmując główny grzbiet Karpat Wschodnich, na którym znajdowała się silnie umocniona Linia Arpada. Do 18 października żołnierze radzieccy pokonali przełęcze: Dukielską, Łupkowską, Użocką, Werecką, Wyszkowską, Jabłonicką, Ruski Put. Zajęto szereg miejscowości na Zakarpaciu: Jasinię, Rachów, Czertyżne, Wielka Polana, Ruskie, Lgota, Użok, Niżne Wereczki, Załomiska, Pyłypec, Holiatyn, Toruna, Nad Boczko i miasto Syhot Marmaroski. 19 października zostały zajęte tereny na północ od miasta Syhet. Walki na północ i zachód toczyły się również 20 i 21 października, kiedy to zajęto Czongrad, Kysztelek, Baczbokod, Baja, Senkut, Szandorfalva, Forraszkut, Gebeljarasz, Pustamier-Desz, Janosztielek.
- 23 października wojska radzieckie zdobywały tereny na południe i zachód od Mukaczewa, m.in. Dubowe, Kałyny, Hanyczy, Ternowo, Wułychowec, Uhlja, Kołodne, Terebla, Kryczowo, Szandorową, Sołdobosz, Busztynę, Nyżnią Nowosełycię, Tiaczewo.

## Sytuacja polityczna w roku 1944
W wyniku postępu Armii Czerwonej na froncie wschodnim, w dniu 29 sierpnia 1944 wybucha na Słowacji proradzieckie powstanie skierowane przeciwko III Rzeszy oraz rządowi premiera Józefa Tiso. Po przejściu części wojska słowackiego na stronę powstańców, premier Tiso, zdając sobie sprawę, że jego siły nie zdołają stłumić powstania, zdecydował się zdemobilizować armię Republiki i poprosić Niemców o pomoc w zaprowadzeniu „porządku” w kraju. W konsekwencji, na terytorium Słowacji wkroczył Wehrmacht i SS, bezwzględnie tłumiąc powstanie. Walki powstańcze trwały do 28 października 1944.
W zdobytym przez wojska radzieckie Lesku w okresie operacji znajdował się sztab głównodowodzącego Armii Czerwonej. Tu 17 października 1944, równolegle z wydarzeniami na Słowacji dowódca 1. Armii węgierskiej gen. Béla Miklós, późniejszy premier Węgier wezwał przez radio, po wcześniejszej dezercji, oddziały węgierskie do zmiany frontu i przyłączenia się do Armii Czerwonej. W zdobytym przez Rosjan Debreczynie odbywało się następnie posiedzenie węgierskiego Tymczasowego Zgromadzenia Narodowego, tutaj też działał przez 100 dni Tymczasowy Rząd Narodowy Węgier w czasie, gdy wojska radzieckie zdobywały Budapeszt.

## Galeria

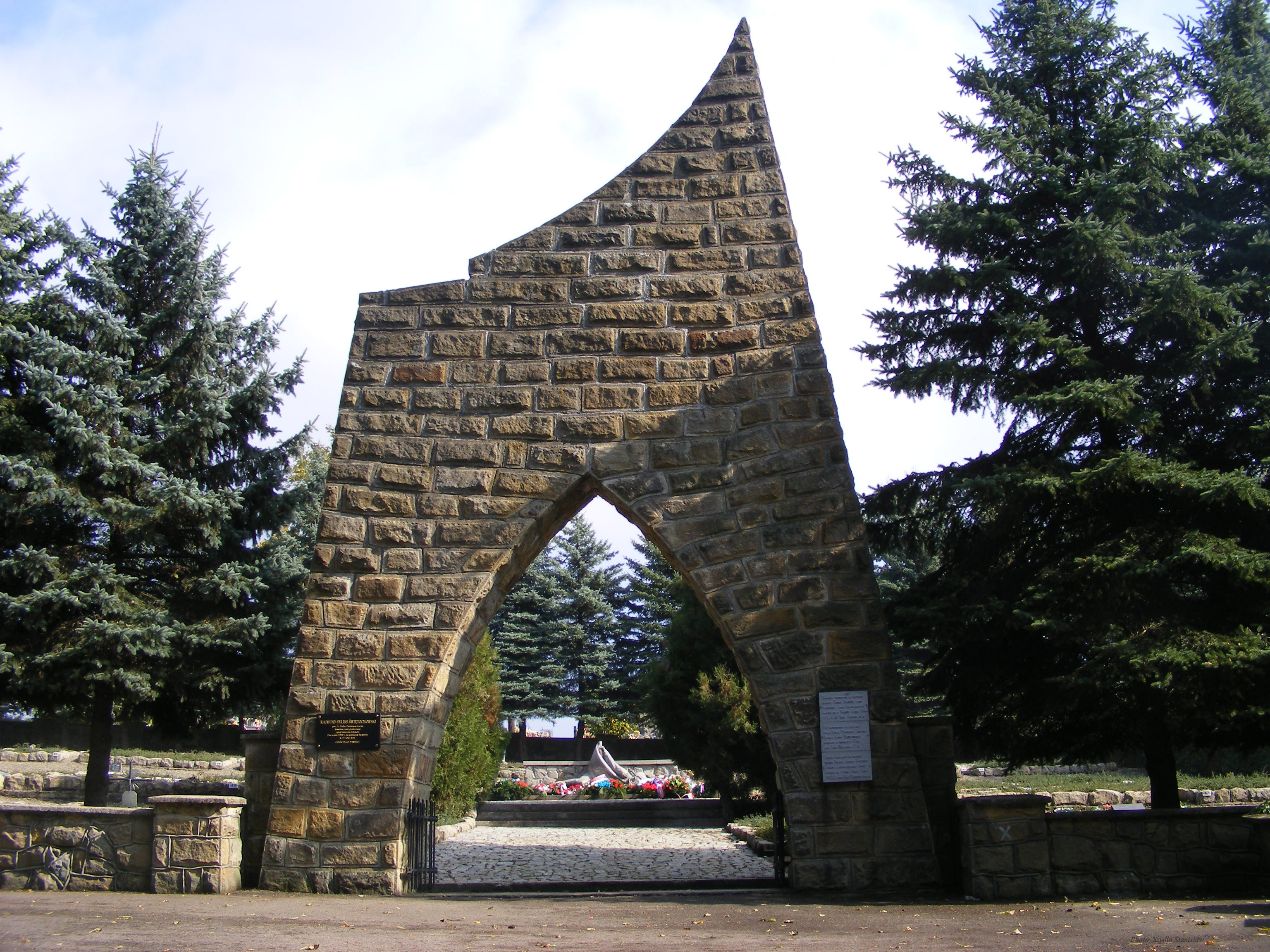
Cmentarz wojskowy w Dukli
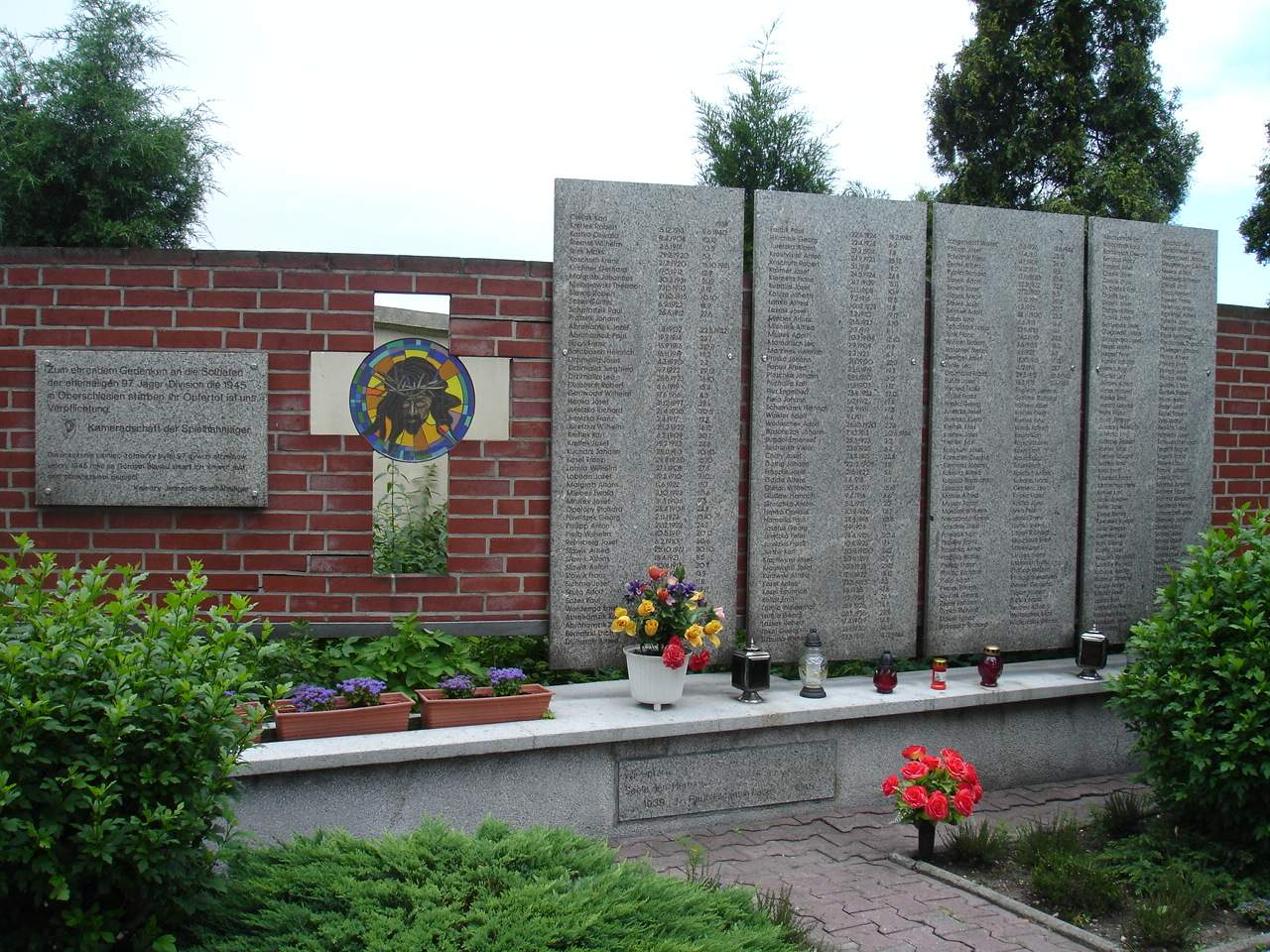
Tablica z nazwiskami kilkudziesięciu żołnierzy 97 Dywizji Strzelców z Krzanowic, którzy zginęli w czasie działań wojennych
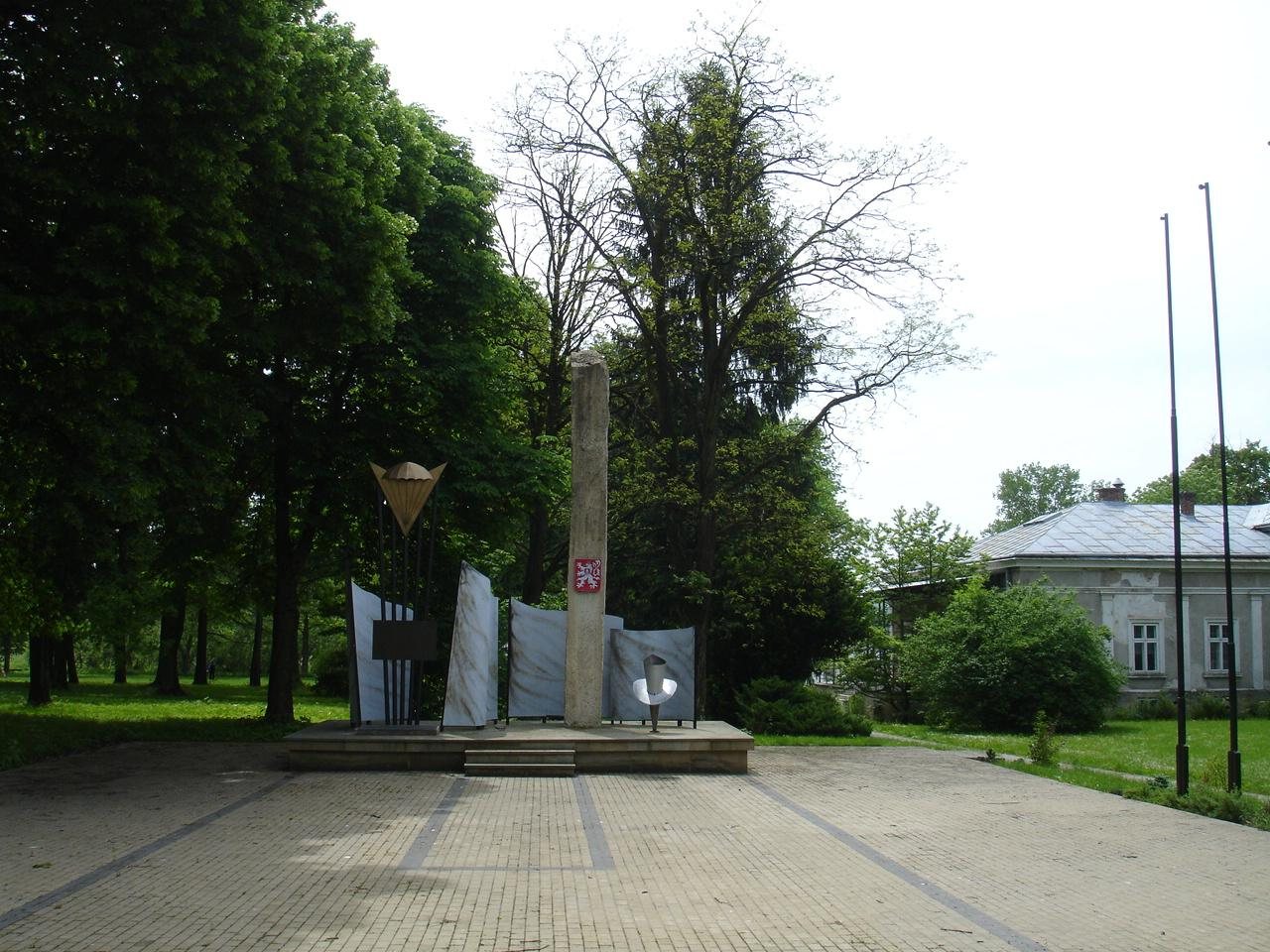
Pomnik 2. Czechosłowackiej Samodzielnej Brygady Spadochronowej w Nowosielcach. Żołnierze tej jednostki brali udział w walkach w powiecie sanockim oraz operacji dukielskiej latem 1944 roku
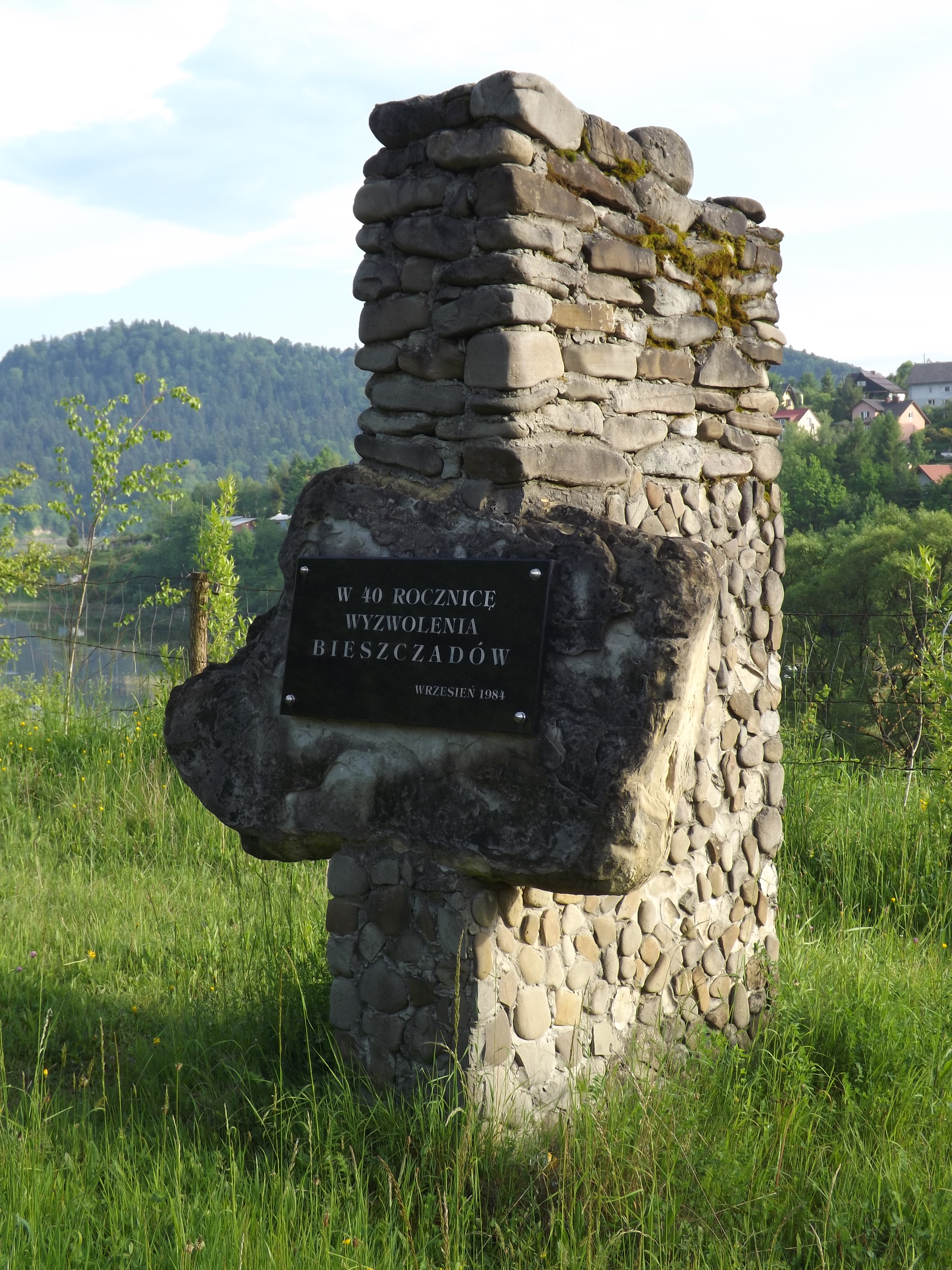
Pomnik upamiętniający 40 rocznicę wyzwolenia Bieszczadów spod okupacji niemieckiej w czasie operacji wschodniokarpackiej